# Parhelophilus flavifacies
Parhelophilus flavifacies är en tvåvingeart som först beskrevs av Jacques-Marie-Frangile Bigot 1884.  Parhelophilus flavifacies ingår i släktet strandblomflugor, och familjen blomflugor. Inga underarter finns listade i Catalogue of Life.